# Тараскуль
Тараскуль — упразднённый посёлок находившийся в подчинении Калининского административного округа городского округа город Тюмень Тюменской области. В 2013 году включен в состав города и исключен из учётных данных.

## География
Расположен на юго-восточном берегу озера Большой Тараскуль (Тарскуль), на расстоянии примерно 9 км к юго-западу от окраин Тюмени.

## История
Возник в 1965 году в связи со строительством оздоровительного санатория.

## Население
| 1989 | 2002  | 2010  |
| ---- | ----- | ----- |
| 1190 | ↗1363 | ↗1373 |

Национальный состав
Согласно результатам переписи 2002 года, в национальной структуре населения русские составляли 82 %